# Réserve naturelle du Marais
La réserve naturelle du Marais est une réserve naturelle régionale créée en 1992 et située en Vallée d'Aoste.

## Territoire
La réserve du Marais comprend une partie du lit de la Doire Baltée située dans le moyen Valdigne, et tire son nom du lieu-dit de la commune de Morgex où elle se trouve. Une partie de son territoire s'étend également sur la commune de La Salle.

## Faune
Plusieurs espèces d'oiseaux migratoires font étape dans cette réserve.
En particulier, les oiseaux qui nidifient sont notamment : le colvert, la gallinule poule d'eau et la rousserolle verderolle.
D'autres oiseaux qui s'arrêtent ici sont le héron pourpré, le héron cendré et le butor étoilé.